# 霍氏軟口魚
霍氏軟口魚（学名：Chondrostoma holmwoodii）为輻鰭魚綱鯉形目雅羅魚科的其中一種，被IUCN列為易危保育類動物，分布於亞洲土耳其的淡水溪流，棲息在低地平原水淺的溪流，體長可達28.2公分，因水污染、取水和大壩建設，導致族群數量下降。